# 小行星2984
小行星2984（2984 Chaucer）是一颗围绕太阳公转的小行星。1981年12月30日，愛德華·鮑威爾在可可尼诺县发现了此天体。
該小行星以英國詩人和作家杰弗里·乔叟命名。
这颗小行星的绝对星等为46.17613等。